# Reggae Sunsplash
 Sunsplash Festival es una festival de música reggae que comenzó en 1978 en el norte de la isla de Jamaica. A partir de 1985 se expandió y popularizó como una gran atracción que traía turistas del mundo entero al país. El festival se desarrolló anualmente hasta 1996, teniendo una edición más en 1998, después de ese aÑo se dejó de producir definitivamente, si bien en 2006, se hizo un último intento y se volvió a convocar.

## Fechas y localización de cada festival
- 1978: 23-30 de junio, Jarrett Park, Montego Bay
- 1979: 3-7 de julio, Jarrett Park, Montego Bay
- 1980: 2-5 de julio , Ranny Williams Entertainment Center, Kingston
- 1981: 4-8 de agosto, Jarrett Park, Montego Bay
- 1982: 3-7 de agosto, Jarrett Park, Montego Bay
- 1983: 28 de junio a 2 de julio, Bob Marley Center, Montego Bay
- 1984: 7-11 de agosto, Jarrett Park, Montego Bay
- 1985: 6-10 de agosto, Jarrett Park, Montego Bay
- 1986: 26-30 de agosto, Jarrett Park, Montego Bay
- 1987: 18-22 de agosto, Bob Marley Center, Montego Bay
- 1988: 15-22 de agosto, Bob Marley Center, Montego Bay
- 1989: 14-19 de agosto, Bob Marley Center, Montego Bay
- 1990: 16-21 de julio, Bob Marley Center, Montego Bay
- 1991: 26-31 de julio, Bob Marley Center, Montego Bay
- 1992: 3-8 de agosto, Bob Marley Center, Montego Bay
- 1993: 3-7 de agosto, Jamworld, Portmore
- 1994: 1-6 de agosto, Jamworld, Portmore
- 1995: 12-14 de julio, Dover, St. Ann
- 1996: 1-4 de agosto, Chukka Cove, St. Ann
- 1998: 5-8 de febrero, Reggae Park, St. Ann

- 2006: 3-6 de agosto, Richmond Estate, Priory, St. Ann

## Álbumes
- Big Youth - Live At Reggae Sunsplash (1983), Sunsplash/Trojan
- Chalice - Live At Reggae Sunsplash (1982), Pipe Music
- Yellowman - Live At Reggae Sunsplash (1982), Sunsplash
- Eek-A-Mouse & Michigan & Smiley - Live at Reggae Sunsplash (1983), Sunsplash
- The Gladiators & Israel Vibration - Live at Reggae Sunsplash (1982), Sunsplash
- Toots & The Maytals - Live At Reggae Sunsplash (1983), Sunsplash
- The Twinkle Brothers - Live At Reggae Sunsplash 82 (Since I Throw The Comb Away), (1983), Sunsplash
- The Mighty Diamonds & Mutabaruka - Live At Reggae Sunsplash, Genes

Varios Artistas
- Reggae Sunsplash '81: Tribute to Bob Marley (1981), Elektra
- Best of the Festival - Day One Live at Reggae Sunsplash 1982 (1982), Sunsplash
- Reggae Sunsplash Live (1982), RCA
- Sunsplash Live (1983), 56 Hope Rd
- Reggae Sunsplash '86 (1986), Bellaphon
- Best of Reggae Sunsplash (1994), Genes

## Vídeos
- Reggae Sunsplash Dancehall 88, Charly (VHS)
- Reggae Sunsplash - 10th Anniversary Of Reggae Sunsplash - Dancehall X, Charly (VHS)
- Reggae Sunsplash Dancehall '89 (1990), Charly (VHS)
- Reggae Sunsplash '90, Variety Night, Charly (VHS)
- Reggae Sunsplash Dancehall Special, Charly
- Reggae Sunsplash Music Festival - Best Of Sunsplash 1991 (1992), Warner Music Vision (VHS)
- All Time Best of Reggae Sunsplash Music Festival (1993), Warner Music Vision (VHS)
- Reggae Sunsplash II (2003), Columbia (DVD)
- The Best Of Reggae Sunsplash (2006), 4digital (DVD)

## Libros
- Immanuel-I, Java (2010) Reggae Sunsplash 1978-1998, Caribbe Incorporated, ISBN 9780692002759